# Pantà del Catllar
El pantà del Catllar és un embassament del riu Gaià, creat per una presa al municipi del Catllar, que s'estén pels termes del Catllar, Vespella de Gaià i Renau, a la comarca del Tarragonès, i una petita part de Vilabella, a la de l'Alt Camp.

## Història
El pantà fou projectat a principis de la dècada dels 1970 amb l'objectiu de proporcionar aigua a la indústria petroquímica de Repsol, ubicada a pocs quilòmetres, i de pas a la comunitat de regants de La Riera de Gaià i el Catllar. Inicialment fou projectat més amunt, al municipi de Salomó, amb una capacitat de 11 hm³, sent finalment construït a la desembocadura del torrent de Renau, a 11 quilòmetres del mar, amb una capacitat de 60hm³, en un riu amb poca aigua (59 quilòmetres de recorregut i una mitja de 0,57m³/s) i sobre materials porosos.
Conseqüentment, des del 1977, dos anys després de la seva inauguració, tot el cabal del riu Gaià quedà retingut al pantà. Entre el 1989 i el 2008, degut a les filtracions, només es va poder aprofitar el 41% del volum de l'aigua emmagatzemada, i el seu registre màxim fou només en 21,5hm³. La mitjana durant tots aquests anys fou d'entre 5 i 6 hm³, sense arribar a mullar ni tan sols els peus de l'embassament.
Des de 2012, Repsol, que gestiona l'embassament, i per un acord amb l'Agència Catalana de l'Aigua, allibera el cabal ecològic del riu a canvi d'altres concessions per part de la Generalitat. L'embassament roman amb les comportes obertes.

## Dades
- Aigua embassada (2008): 2 hm³[2]
- Aigua embassada (2009): 4 hm³[2]